# Сенечко Андрій Степанович
Андрі́й Степа́нович Сене́чко — старший сержант Збройних сил України.

## Бойовий шлях
Військовий льотчик, 456-та бригада. Брав участь у боях за Донецький аеропорт.
22 січня перебував на блокпосту з двома десантниками, з озброєння — ПТКР «Фагот». Почався обстріл, терористи підвели до блокпоста 30 танків, БТР та автомобілів з українськими опізнавальними знаками. Після отримання дозволу відкрили вогонь, скоординувавши співдію з іншими блокпостами. В бою було знищено 4 танки, 4 БМП, 2 БТР, 1 МТЛБ, 7 «Уралів», 1 КрАЗ, 4 протитанкові гармати МТ-12 «Рапіра», 1 автоматичний станковий гранатомет АГС-17 «Пламя», також РПГ та кулемети «Утес». Загинув старший сержант Іван Альберт. Під час однієї з атак поранений, проте зміг допомогти евакуюватися пораненому полковнику Олегу Климбовському, першу допомогу надав майор медичної служби Лук'янчук Олександр Григорович.

## Нагороди
За особисту мужність і високий професіоналізм, виявлені у захисті державного суверенітету та територіальної цілісності України, вірність військовій присязі, відзначений — нагороджений
- орденом «За мужність» III ступеня (31.7.2015)